# Astragalus devesae
Astragalus devesae es una especie de planta del género Astragalus, de la familia de las leguminosas, orden Fabales.

## Distribución
Astragalus devesae se distribuye por España (Ávila).

## Taxonomía
Fue descrita científicamente por S. Talavera, A. Gonzalez & G. Lopez. Fue publicada en Lagascalia 21: 194 (1999).